# Må friden från jorden följa dig
Må friden från jorden följa dig är en psalm med traditionell text från Guatemala och översatt till svenska 1998 av Christine Carson. Texten bearbetades 1999 av Victoria Rudebark. Musiken är från Guatemala och arrangerades 1998 av John L. Bell.

## Publicerad som
- Verbums psalmbokstillägg 2003 som nummer 731 under rubriken "Helg och gudstjänst".
- Psalmer och Sånger 1987 som nummer 846 under rubriken "Tillsammans i världen".[1]
- Ung psalm 2006 som nummer 301 under rubriken "Vänd ditt ansikte till oss – välsignelser".[2]